# 奈良県立御所実業高等学校
奈良県立御所実業高等学校（ならけんりつ ごせ　じつぎょう こうとうがっこう、英: Nara Prefectural Gose Industrial High School）は、奈良県御所市に所在する県立実業高等学校。

## 概要
農業と工業に関する学科を有している。また御所市は薬の製造・販売を地場産業としているため、全国的にも珍しく製薬系の学科を有しており、全国募集も行っている。
2024年（令和6年）度より、ラグビーフットボール部と硬式野球部が、奈良県教育委員会より、部活動等に力を入れている学校を重点的に支援する「スポーツ・文化活動推進校」の指定を受け、それぞれの部活動に詳しい専門性の高い教員が顧問等として継続的に配置されている。

### スクール・ミッション
「ものづくりは人づくり・夢づくり」を基本テーマとし、「ものづくり」を通して喜びや達成感を味わい、総合的な人間力を土台にし、さまざまな分野で活躍できる社会人・職業人の育成

#### アドミッション・ポリシー
以下のような生徒を積極的に受け入れます。
1. 本校の使命や教育方針を理解する生徒
2. 基礎的な学力が身についており、学習に対して前向きな生徒
3. 自ら考え、自ら行動できる生徒
4. 人間尊重の精神を持ち、社会貢献の意識が高い生徒
5. ものづくりに興味・関心を抱き、専門分野の知識や技能、技術の修得に意欲的な生徒[1]

#### カリキュラム・ポリシー
「ものづくり」を通して、確かな学力・豊かな人間性・健やかな心身の育成と、変化する社会に積極的に対応し得る能力・意欲・創造性を養うことを教育方針とし、その実現のために以下の教育を行う。
1. 生徒一人一人の興味・関心に応じた科目選択ができるカリキュラムを編成します。
2. 「資格取得」を目標に、生徒一人一人の学習意欲を喚起し、個に応じた指導により、わかる授業を展開する。
3. 実習を通して、職業人として必要な知識や技能を身につけるとともに、人間力を養い、生きる力を育成する。
4. 課題研究により、自ら課題を発見し解決する能力と創造力を養い、プレゼンテーション力を育成する。
5. ルールを守ることで規範意識を構築し、社会人としての資質を習得する態度を養う。
6. 部活動、特別活動、自主活動を推進し、健やかな心身と人間力を育む[1]。

#### グラデュエーション・ポリシー
卒業までに、以下の資質・能力の育成を目指す。
1. ものづくりを通して得た知識や技能、コミュニケーション力を実社会で活用することができる。
2. 他者と協力し、協調性をもって物事に取り組む姿勢が身についている。
3. ものづくりに対し、創造力が豊かで、積極的に貢献し学び続けようとする態度ができている[1]。

#### 校訓
校訓は「至誠」「創造」「堅忍」である。 

## 沿革

### 略歴
奈良県立高等学校再編計画に伴い、奈良県立御所工業高等学校（以下、御所工高）と奈良県立御所東高等学校（以下、御所東高）の2校を統合する際、2007年（平成19年）4月に新設合併により設置された高等学校である。校地・校舎は御所工高のものを継承している。
1958年（昭和33年）3月に、当時の奈良県立御所実業高等学校から分離独立した農業課程が、49年ぶりに再統合された形となる。

### 年表
- 1952年（昭和27年）4月1日 - 奈良県立御所高等学校の工業課程および農業課程を分離独立させ、奈良県立御所実業高等学校を新設。薬業科を新設。
- 1958年4月1日 - 御所市立御所農業高等学校（後の奈良県立御所東高等学校）として農業課程を分離独立させたため、奈良県立御所工業高等学校に改称。
- 2007年（平成19年）4月1日 - 奈良県立御所工業高等学校（御所工高）と奈良県立御所東高等学校（御所東高）の2校を統合し、奈良県立御所実業高等学校を新設。
  - 御所工高に併設された為、2008年年度まで御所工高と校舎・校地を共用。その間の表札は「奈良県立御所工業高等学校・奈良県立御所実業高等学校」であった。
  - 機械科は「機械工学科」、電気科は「電気工学科」、土木科は「都市工学科」、薬学科は「薬品科学科」、園芸科は「環境緑地科」に改編。
- 2008年1月 - 第88回全国高等学校ラグビーフットボール大会で「御所工業・実業」として出場し、準優勝となる。
- 2009年3月31日 - 御所工高と御所東高が閉校、廃止され、校舎・校地を引き継いだ。
- 2012年 - 創立5周年を迎えた。

## 基礎データ

### 所在地
- 奈良県御所市玉手300番地

### 通学区域
- 奈良県内全域
- 設定無し[注釈 1]

### アクセス
- JR和歌山線「玉手駅」[注釈 2]より南東約400m（徒歩約5分）

### 象徴

#### 校章
校章は、実りある学園を桜花と五芒星（環境緑地・機械工学・電気工学・都市工学・薬品科学）で表し、中央は「実高」の丸ゴシックで柔らかくまとめ、金剛・葛城・秋津の山々から星（夢）が輝くようにという願いが込められている。 

#### 校歌
作詞は前川佐美雄、作曲は牧野英三による。歌詞は2番まであり、両番に校名の「御所実業高校」が登場する。

## 設置する課程、学科及び定員
- 全日制課程

農業に関する学科
- - 環境緑地科 - 111名（募集人員37名、特色選抜）

工業に関する学科
- - 機械工学科 - 222名（募集人員74名、特色選抜）
  - 電気工学科 - 111名（募集人員37名、特色選抜）
  - 都市工学科 - 111名（募集人員37名、特色選抜）
  - 薬品科学科 - 111名（募集人員37名、特色選抜；全国募集）

- 薬学系の学科がある高等学校は、当校のほかには、富山県立滑川高等学校、富山県立富山北部高等学校、滋賀県立甲南高等学校があるのみ。

### 生徒募集

#### 奈良県立高等学校入学者全国募集
該当する学科コースにおいて、以下の枠組みで特色選抜および二次募集で全国募集を実施する。
1. 高等学校入学後、ラグビー部に所属し、選手として3年間継続して活動する意欲がある者
2. 薬品科学科に対して強い目的意識がある者[4]

## 部活動
- 奈良県代表 少年男子（15人制）優勝（御所実業単独チーム）
  - 国民体育大会ラグビーフットボール競技（第71回大会 2016年、岩手）
  - 国民体育大会ラグビーフットボール競技（第73回大会 2018年、福井）

- ラグビー部は下記の大会でいずれも準優勝になっている。
  - 2008年度 第9回 全国高等学校選抜ラグビーフットボール大会（奈良県立御所工業・実業高等学校として出場）
  - 2019年度 第20回 全国高等学校選抜ラグビーフットボール大会
    - 2008年度 第88回全国高等学校ラグビーフットボール大会（奈良県立御所工業・実業高等学校として出場）
    - 2012年度 第92回全国高等学校ラグビーフットボール大会[5]
    - 2014年度 第94回全国高等学校ラグビーフットボール大会[6]
    - 2019年度 第99回全国高等学校ラグビーフットボール大会

## 高校関係者と組織

### 高校関係者組織
- 桜実同窓会 - 卒業生による同窓会組織
- 奈良県立御所実業高等学校PTA - 生徒保護者と教員による父母と教師の会（PTA）組織で、会員は入会金及び年会費を納入する。
- 奈良県高等学校PTA協議会 - 奈良県立教育研究所内に事務局を置くPTA協議会。奈良県立御所実業高等学校育友会の会員をもって会員とし、会員は単位PTA分担金として会費を納入する。

### 高校関係者一覧

#### 著名な出身者
- 岩戸博和 - ラグビー指導者
- 梶伊織 - ラグビー選手（パナソニック ワイルドナイツ所属）
- 竹田宜純 - ラグビー選手（近鉄ライナーズ所属）
- 竹田祐将 - ラグビー選手（三菱重工相模原ダイナボアーズ所属）
- 廣野翔太 - ラグビー選手（豊田自動織機シャトルズ所属）
- 山田裕介 - ラグビー選手（豊田自動織機シャトルズ所属）
- 竹井勇二 - ラグビー選手（トヨタ自動車ヴェルブリッツ所属）
- 和田源太 - ラグビー選手（ヤマハ発動機ジュビロ所属）
- 竹山晃暉 - ラグビー選手（パナソニック ワイルドナイツ所属）
- 湯川純平 - ラグビー選手（リコーブラックラムズ所属）
- 吉川浩貴 - ラグビー選手（NECグリーンロケッツ所属）
- 菅原貴人 - ラグビー選手（花園近鉄ライナーズ所属）
- 島田彪雅 - ラグビー選手（パナソニック ワイルドナイツ所属）
- 岡村晃司 - ラグビー選手（花園近鉄ライナーズ所属）
- メイン平 - ラグビー選手（リコーブラックラムズ所属）
- 中川将弥 - ラグビー選手（島津製作所Breakers所属）
- 南昂伸 - ラグビー選手
- 牧山巧樹 - ラグビー選手
- 北村将大 - ラグビー選手
- 延山敏和 - ラグビー選手
- 酒木凜平 - ラグビー選手
- 青木拓己 - ラグビー選手
- 谷中樹平 - ラグビー選手
- 稲葉聖馬 - ラグビー選手
- 津村大志 - ラグビー選手
- 石岡玲英 - ラグビー選手
- 冨岡周 - ラグビー選手
- 木村敏靖 - プロ野球選手（東北楽天ゴールデンイーグルス）